# El traslado de las monjas dominicas a su nuevo convento de Valladolid
El traslado de las monjas dominicas a su nuevo convento de Valladolid es una histórica pintura barroca novohispana del siglo XVIII conservada en el Museo Regional Michoacano en la ciudad de Morelia, Michoacán. La pintura por sus características y temática es un testimonio documental sobre la época del Virreinato de la Nueva España. 
Realizada en 1738 por un autor anónimo la obra relata el episodio histórico vivido el 3 de mayo de 1738 en la ciudad de Valladolid, hoy Morelia, cuando las religiosas dominicas del  Convento de Santa Catalina de Siena se trasladaron de su viejo edificio al nuevo convento que habían hecho edificar en la ciudad, realizando un desfile ceremonial al que se convocó a las autoridades civiles y eclesiásticas, las demás órdenes religiosas y la sociedad en general, hecho que quedó plasmado en el lienzo. La pintura fue donada a las dominicas por un bienhechor el 1 de noviembre de 1738 como lo indica la inscripción en la obra.
A principios del siglo XX el muralista mexicano Diego Rivera en su visita a Morelia al conocer la obra escribió:  

El cuadro es de gran interés en la historia de la pintura mexicana, pues en su época, es un caso raro de pintura realista, relacionada con un hecho social concreto, expresando con veracidad plástica la época y el lugar en que ocurre […] etnográficamente, es una colección que subraya con fuerte carácter las diferencias raciales de los personajes, e históricamente constituye un documento importante respecto a la indumentaria, costumbres y estilo arquitectónico del lugar…

.

## Historia
La pintura El traslado de las monjas dominicas a su nuevo convento de Valladolid fue realizada en 1738 por un autor anónimo, la obra pictórica fue donada por un bienhechor al que fue el nuevo convento de las monjas dominicas de Valladolid, ubicado sobre la Antigua Calle Real, hoy Avenida Madero, donde se conservó en la sacristía del templo hasta 1961 en que fue reubicada la obra en su actual emplazamiento en el Museo Regional Michoacano operado por el INAH. En una visita a Morelia el artista plástico Diego Rivera escribió sobre la importancia de la pintura.

### Historia del suceso histórico que relata la pintura
En 1590 las monjas dominicas que llegaron a Valladolid, hoy Morelia, fundaron su primer Convento de Santa Catalina de Siena, el cual corresponde al edificio del hoy Conservatorio de las Rosas y el templo anexo de Santa Rosa de Lima. A principios del siglo XVIII las monjas dominicas, ante el estado ruinoso de su convento, decidieron construir uno nuevo por lo que adquirieron terrenos sobre la Antigua Calle Real, hoy Avenida Madero, concluyendo la obra de su nuevo y segundo convento en 1738, el cual corresponde a lo que es hoy el Palacio Federal de Morelia y el anexo templo del Sagrario Metropolitano de Morelia, conocido como el Templo de las Monjas. Las religiosas, al ser monjas de clausura, no podían salir en su vida a la calle más que por un motivo especial. Para efectuar el cambio de domicilio las religiosas dominicas realizaron una solemne ceremonia procesional, desfilando por la Antigua Calle Real hasta su nueva morada, hecho que se llevó a cabo el 3 de mayo de 1738, día de la celebración religiosa de la Santa Cruz. Al evento se convocó a las autoridades civiles y eclesiásticas del obispado, las demás órdenes religiosas asentadas en la ciudad y la sociedad en general de todas las clases sociales. 

## Descripción de la obra
La pintura novohispana El traslado de las monjas dominicas a su nuevo convento de Valladolid fechada en 1738 y sin firma de autor es un óleo sobre tela de tamaño rectangular que mide 4 metros de alto por 8 y medio de ancho.
La obra como escenario principal muestra al fondo el viejo convento de las dominicas, y la fachada del templo del nuevo del convento (que hoy en día es el Sagrario Metropolitano o Templo de las Monjas en el Centro Histórico de Morelia) ubicado en la antigua calle real, el cual exhibe una fachada doble, tal como se acostumbraba a edificar los templos de religiosas. En la escena se exhibe un desfile procesional que parte del primitivo convento, donde se presentan de izquierda a derecha: autoridades civiles y eclesiásticas del obispado presididas por el Obispo sosteniendo una custodia bajo un palio. Posteriormente se hallan las monjas dominicas que son escoltadas por sacerdotes mientras que en los laterales una muchedumbre presencia el acto donde se dejan ver claramente las clases sociales de la época y las castas. Finalmente, la procesión se dirige al templo ingresando por una de sus dos puertas, frente a la fachada del templo se ubican todas las órdenes religiosas con sus Santos Patrones donde se dejan ver una imagen de un Cristo Crucificado, las imágenes de Santa Catalina de Siena, San Francisco, San Pedro, Santo Domingo, San Agustín, entre otros, finalizando la escena en el extremo derecho con mojigangas. En la esquina inferior derecha de la obra se ubica un medallón donde se encuentra una inscripción que relata el suceso y los nombres de personajes eclesiásticos de la época.